# Rodeiro
Rodeiro é um município brasileiro do estado de Minas Gerais. Sua população recenseada em 2022 era de 8 664 habitantes. 
Desmembrou-se do município de Ubá, do qual era distrito, em 30 de dezembro de 1962, conforme a Lei nº 2.764.

## Geografia
Localiza-se na Mesorregião Zona da Mata Mineira. 